# Pierre Lasserre
Pour les articles homonymes, voir Lasserre.
Pierre Lasserre, né à Orthez (Pyrénées-Atlantiques) le 31 mai 1867 et mort à Paris le 7 novembre 1930, est un critique littéraire, journaliste et essayiste français, directeur à l'École pratique des hautes études. Il était le fils de Pierre Lasserre et de Marie-Augustine d'Arnaudat, dont l'arrière-grand-père Jean-Henry d'Arnaudat représenta les États du Béarn aux États-généraux de 1789, et dont le grand-père Pierre-Henry d'Arnaudat fut général de l'Empire.

## Biographie
Camarade d'Henri Vaugeois et de Louis Dimier à la Sorbonne, agrégé de philosophie, nationaliste et antidreyfusard au début de sa carrière, il devient le premier critique littéraire de L'Action française et publie le premier ouvrage consacré à Charles Maurras.
Lasserre était un défenseur du néo-classicisme contre le romantisme qu'il associe aux idéaux de la Révolution française. Il soutient à ce sujet une thèse controversée en 1907 sur le romantisme français à la faculté des lettres de l'université de Paris. Cette recherche qui suggère notamment que les romantiques français ont corrompu l'idée monarchique a largement influencé les collaborateurs de l'Action française et, en particulier, Charles Maurras. Cet anti-romantisme proche de la tradition contre-révolutionnaire et des essais d'Ernest Seillière sur le même sujet a également influencé le juriste allemand Carl Schmitt dans son ouvrage sur la politique romantique (Politische Romantik, 1921).
Jusqu'à la Première Guerre mondiale, Lasserre mène une vie militante ; il fréquente Charles Péguy et s'intéresse aux idées de Georges Sorel. Contre la modernisation de l'enseignement universitaire, il défend le classicisme et les humanités. Cette prise de position est également représentée par les enquêtes menées par ses confrères Henri Massis et Alfred de Tarde sur le déclin de la culture classique à la Sorbonne.
En 1914, Lasserre rompt avec Charles Maurras et l'Action française. Irrité par la vulgarisation exagérée de sa thèse sur le romantisme par certains contributeurs de la revue, il quitte son poste de critique littéraire. Il déplore les déformations de ses propos, notamment par Louis Reynaud qui fait du romantisme allemand un corrupteur des valeurs et de la culture française. En fait, Lasserre est un germaniste ; il s'est beaucoup intéressé à Nietzsche, à Wagner et il a même traduit Goethe. Plus nuancé que ses confrères sur la question allemande, il refuse d'endosser un anti-germanisme intransigeant comme celui de Maurras ou de Léon Daudet. Son tempérament d'esthète ne convenait guère au discours ni à la vie « brute », selon ses propres termes, d'un militant d'extrême droite.
Après son départ de l'AF, Lasserre se consacre essentiellement à sa carrière de critique littéraire et de professeur. Il a contribué à de nombreuses revues telles que le Mercure de France, L'Opinion, Le Correspondant, les Cahiers de la Quinzaine et la Revue de la semaine. Il publie différents ouvrages portant, notamment, sur les chapelles littéraires, sur la musique classique, Ernest Renan, Frédéric Mistral, Paul Claudel, Georges Sorel et Goethe.
Son frère aîné Henry, docteur en droit, rédigea la revue de presse de L'Action française de 1925 à sa mort en 1938, sous le pseudonyme de Pierre Tuc.

## Œuvres
- La Crise chrétienne. Questions d'aujourd'hui, Paris, Perrin, 1891.
- Charles Maurras et la Renaissance classique, Paris, Mercure de France, 1902.
- La Morale de Nietzsche, Calmann-Lévy, 1897, 2e édition 1903.
- Les Idées de Nietzsche sur la musique, Paris, Mercure de France, 1905.
- Le Romantisme français. Essai sur la révolution dans les sentiments et dans les idées au XIXe siècle. Thèse présentée à la Faculté des lettres de l'université de Paris, Paris, Mercure de France, 1907.
- Henri de Sauvelade (roman), Paris, Mercure de France, 1909.
- Le Crime de Biodos, Paris, Plon-Nourrit et Cie, 1912.
- La Doctrine officielle de l'Université. Critique du haut enseignement de l'État. Défense et théorie des humanités classiques, avec René de Marans, Paris, Mercure de France, 1912.
- Le Germanisme et l'esprit humain, Paris, Champion, 1915.
- L'esprit de la musique française (de Rameau à l'invasion wagnérienne), Paris, librairie Payot, 1917, prix Marcelin Guérin de l’Académie française en 1918.
- Frédéric Mistral. Poète, moraliste, citoyen, Paris, Payot, 1918, prix Montyon de l’Académie française en 1919.
- Les Chapelles littéraires : Claudel, Jammes, Péguy, Paris, Garnier et frères, 1920.
- Cinquante ans de pensée française. Le Germanisme et l'esprit humain. Virgile et la guerre. L'École de l'art pour l'art. La Poésie française et le Midi. Les Humanités classiques et la vie nationale, Paris, Plon-Nourrit et Cie, 1922.
- Philosophie du goût musical. Première édition, Paris, Grasset, collection les Cahiers Verts, 1922. Nouvelle édition, suivie de trois études sur Grétry. Rameau, Wagner, Paris, Calmann-Lévy, 1931.
- Mes routes, Paris, Plon-Nourrit et Cie, 1924.
- La Jeunesse d'Ernest Renan. Histoire de la crise religieuse au XIXe siècle, Paris, Garnier et frères, 1925.
- La Statue volée. Méditations, Paris, Le Divan, 1927.
- Des romantiques à nous, Paris, La Nouvelle Revue critique, 1927.
- Georges Sorel. Théoricien de l'impérialisme : ses idées, son action, Paris, L’Artisan du livre, 1928.
- Faust en France et autres études, Paris, Calmann-Lévy, 1929.
- « Préface », Édouard Krakowski, Une philosophie de l'amour et de la beauté. L'Esthétique de Plotin et son influence, Paris, E. de Boccard, 1929.
- Trente années de vie littéraire. Pages choisies par A. Bilis, préface d'André Bellessort, Paris, Prométhée, 1929.
- Un conflit religieux au XIIe siècle. Abélard contre saint Bernard, Paris, L’Artisan du livre, 1930.
- Mise au point, Paris, L’Artisan du livre, 1931.
- Lourdes, Saint Sever, D. Chabas, « Villes du Sud-Ouest », 1933.